# Бережанка (Каховський район)
Бережа́нка (Карай Дубина, Карайдубина) — село в Україні, у Каховському районі Херсонської області. Входить до складу Верхньорогачицької селищної громади. Населення становить 603 осіб.
ПП Сметана магазин. СТОВ Родина — 2, склад. Рибстан. Рибалки спецрибгоспу «Лиман». Сільський клуб. Фельдшерсько-акушерський пункт. Дитячий заклад «Веселка».

## Історія
До заснування села на цих теренах знаходлилось урочище Карай-тебен. У другій половині XVI ст. у цьому урочищі відбувались переговори запорозьких козаків на чолі з Самійлом Зборовським та послів кримського хана Мехмеда II Ґерая. Предметом переговорів були: право Самійла Зборовського на Молдавське господарство в обмін на ненапад на кримські володіння.
У 1792 році тут був маєток княгині Вяземської.
У 1799 році у селі мешкало 95 чоловіків, 55 жінок.
Станом на 1886 рік в селі Карайдубина Нижньо-Рогачицької волості мешкала 561 особа, налічувалось 86 дворів.
24 лютого 2022 року село тимчасово окуповане російськими військами під час російсько-української війни.

## Населення
Згідно з переписом УРСР 1989 року чисельність наявного населення села становила 673 особи, з яких 321 чоловік та 352 жінки.
За переписом населення України 2001 року в селі мешкали 594 особи.

### Мова
Розподіл населення за рідною мовою за даними перепису 2001 року:
| Мова       | Відсоток |
| ---------- | -------- |
| українська | 87,56 %  |
| російська  | 10,78 %  |
| молдовська | 0,83 %   |
| угорська   | 0,50 %   |
| білоруська | 0,33 %   |